# Dashnor Dume
Dashnor Dume (n. 17 septembrie 1963) este un fost jucător albanez de fotbal.